# Mudrony család
A szentmiklósi Mudrony család egy régi magyar köznemesi család volt. Első ismert ősük Mudrony András volt, akit Rudolf magyar király 1601-ben, más szakirodalom szerint 1604-ben nemesi rangra emelt családjával. A család a 17–18. században Felső-Magyarországon élt, főleg a németek lakta Késmárk városában és annak környékén, de a 19. században szétszóródtak az országban, mindannyian az evangélikus felekezethez tartoztak. Valamennyi Mudrony járult hozzá 1687 és 1717 között a híres, késmárki fatemplom megépítéséhez. A család legnevesebb tagja Mudrony Soma, aki előbb az Országos Iparegyesület igazgatója, majd a Függetlenségi Párt országgyűlési képviselője volt.